# Cybianthus liesneri
Cybianthus liesneri Pipoly & Ricketson – gatunek roślin z rodziny pierwiosnkowatych (Primulaceae). Występuje naturalnie w Serra do Imeri na granicy Brazylii i Wenezueli. 

## Morfologia
PokrójZimozielone drzewo dorastające do 4 m wysokości.
LiścieUlistnienie naprzemianległe. Blaszka liściowa ma odwrotnie jajowaty kształt, ostrokątną nasadę i spiczasty wierzchołek.
KwiatyZebrane w wiechach.

## Biologia i ekologia
Rośnie w lasach